# クリーヴランド管弦楽団
クリーヴランド管弦楽団（クリーヴランドかんげんがくだん、英語: The Cleveland Orchestra）は、アメリカ合衆国のオハイオ州クリーヴランドを本拠地とするオーケストラ。

## 概要
「アメリカ5大オーケストラ("Big Five")」の1つとして世界的に広く知られる。冬季はクリーヴランドのセヴェランス・ホールで、夏季はカヤホガフォールズのブロッサム・ミュージック・センターで、ジョージ・セルが1968年に創設した「ブロッサム音楽祭（英語版）」のレジデントオーケストラとして演奏を行なっている。

## 沿革
1918年にアデラ・プレンティス・ヒューズにより、ニコライ・ソコロフを常任指揮者に迎えて創立された。
発足当初から、米国東部全体で演奏旅行を行い、ラジオ放送への出演やレコード制作にも取り組んできた。1960年代からは西海岸にも進出して演奏旅行を行なっている。
ジョージ・セルの20年以上に亘る音楽監督時代に、大幅な楽員入れ替えや猛烈なトレーニングにより、「セルの楽器」と呼ばれるほど空前絶後の精緻なアンサンブル能力を獲得し、それまでのアメリカの平凡な地方オーケストラの一つから、全米トップファイヴの一つに上り詰め、以来世界のトップオーケストラの一つとして評価される基礎を作った。
セルの没後、大幅に減少した定期会員を呼び戻し、皆無になっていたレコード会社との契約を3社にし、華やかなソリストを連れてきたのがロリン・マゼールである。ウィーンへ転出するまでの11シーズンに、厳しいトレーニングによりセル時代の規律を取り戻し、かつ馥郁たるプレゼンスをオーケストラにもたらした。このコンビは交響曲・オペラ・バレエのディスクで国内外の賞を獲得した。
マゼールの後任のクリストフ・フォン・ドホナーニはクリーヴランドに住居を構え、腰をすえて音楽監督の仕事にあたった。セルやマゼールが行ったようなドラスティックな改革こそないものの、古典から現代までのレパートリー拡張に努め、かつ鍛えに鍛えあげたアンサンブルを背景に戦後の米国オーケストラとして初めてヴァイオリン対向配置（両翼配置）をレギュラー化した。ドホナーニの任期中にホームのセヴェランスホールの3600万ドルに及ぶ大改装に着手した点も見逃せない。この改修工事によりクリーヴランドの聴衆はセルがコンクリートで覆い隠してしまったパイプオルガンを、数十年ぶりに舞台上に見ることが出来たのである。
歴代の音楽監督とともに残してきた膨大な録音点数に加えて、ウラディーミル・アシュケナージやオリヴァー・ナッセン、クルト・ザンデルリング、ヨエル・レヴィ、リッカルド・シャイー、マイケル・ティルソン・トーマスらとも録音活動に取り組んでいる。近年は、内田光子がレジデントプレイヤーに就任し、内田の弾き振りを含め、共演する機会が多い。

## 歴代首席指揮者等
※太字は音楽監督
- ニコライ・ソコロフ（常任指揮者1918年 - 1933年）
- アルトゥール・ロジンスキ（1933年 - 1943年）
- エーリヒ・ラインスドルフ（1943年 - 1946年） ※米陸軍に徴兵されたため、音楽監督としての実務は最初の1シーズンだけ
- ジョージ・セル（1946年 - 1970年）
- ピエール・ブーレーズ（音楽顧問：1970年 - 1972年）
- ロリン・マゼール（1972年 - 1982年）
- クリストフ・フォン・ドホナーニ（音楽監督：1984年 - 2002年、桂冠音楽監督：2002年 - ）
- フランツ・ウェルザー＝メスト（2002年 - ）

## 歴代コンサートマスター
- ソル・マーコッソン（1918年 - 1919年）
- ルイ・エドリン（1919年 - 1923年）
- アルトゥール・ベックウィズ（1923年 - 1926年）
- ジョセフ・フックス（1926年 - 1941年）
- フーゴ・コルベルク（1941年 - 1942年）
- トッシー・スピヴァコフスキー（1942年 - 1945年）
- ジョセフ・クニッツァー（1945年 - 1946年）
- サミュエル・サビュー（1946年 - 1947年）
- ジョーゼフ・ギンゴールド（1947年 - 1960年）
- ラファエル・ドルイアン（1960年 - 1969年）
- ダニエル・マジェスケ（1969年 - 1993年）
- マーティン・チャリフォー（1993年 - 1995年）
- ウィリアム・プルーシル（1995年 - 1998年）

## 主な現役楽団員
- ディビット・ラジンスキー（コンサートマスター、2022年 -　）
- ウェズリー・コリンズ（ヴィオラ首席奏者、2016年 - ）
- ジョシュア・スミス（フルート首席奏者、1990年 - ）
- エフェンディ・ユスフ（クラリネット首席奏者、2017年- ）
- マイケル・ザックス（トランペット首席奏者、1988年 -）
- ポール・ヤンチッチ（ティンパニ、1981年 - ）
- ジョエラ・ジョーンズ（鍵盤楽器、1970年 - ）
- 杉山康人（チューバ首席奏者、2006年 - 　元新日本フィルハーモニー交響楽団奏者）
- 真覚多佳子（ヴァイオリン、1985年 - ）

## 来日公演
来日公演における指揮者、おもなプログラム、期間については、以下の通り。
- 1970年5月15日‐5月26日　セル指揮→シベリウス「交響曲第2番」、ベートーヴェン「交響曲第3番」、ブーレーズ指揮→ストラヴィンスキー「火の鳥」
- 1974年5月19日‐6月1日　マゼール指揮→ベートーヴェン「交響曲第4番」＆「交響曲第5番」、ベルリオーズ「幻想交響曲」、ラヴェル「ダフニスとクロエ(全曲)」、ガーシュウィン「パリのアメリカ人」
- 1978年9月15日‐9月23日　マゼール指揮→レスピーギ「ローマの松」、ムソルグスキー「展覧会の絵」、チャイコフスキー「交響曲第6番」、ブラームス「交響曲第1番」
- 1982年2月10日‐2月14日　マゼール指揮→チャイコフスキー「交響曲第5番」、シベリウス「交響曲第5番」、ドヴォルザーク「交響曲第8番」、マーラー「交響曲第5番」

## エピソード
- ヘルベルト・フォン・カラヤンが指揮したことのある数少ない合衆国オーケストラのひとつである。ただし、現地においてではなく、ザルツブルク音楽祭にオーケストラが出演した際にカラヤンが客演した（プロコフィエフ「交響曲第5番」など）。
- 当時、エピック・レコード所属であったセルとクリーヴランド管弦楽団が、同じCBS系列であるコロムビア・レコード所属のロベール・カサドシュによるモーツァルトのピアノ協奏曲の伴奏のためにレーベルをまたいで録音した際[2]、便宜上「コロンビア交響楽団」としてディスクのジャケットに名前を掲載された。